# Капустин, Борис Николаевич
Борис Николаевич Капустин (1894—1920) — участник Первой мировой, Гражданской и советско-польской войн, дважды Краснознамёнец (1921, 1921).

## Биография
Борис Капустин родился в 1894 году в городе Ярославль. Служил в царской армии, участвовал в боях Первой мировой войны. В 1918 году Капустин пошёл на службу в Рабоче-крестьянскую Красную Армию. Участвовал в боях Гражданской войны, будучи командиром взвода, роты, а позднее и батальона 146-го стрелкового полка. Неоднократно отличался в боях.
Особо отличился во время боя у деревни Серпелиус 20 июля 1920 года. Приказом Революционного Военного Совета Республики № 136 от 7 июля 1921 года командир батальона Борис Капустин посмертно был награждён первым орденом Красного Знамени РСФСР.
Во второй раз отличился в период наступления советских частей на Варшаву. В бою под городом Слуцком (ныне — Минская область Белоруссии) погиб. Приказом Революционного Военного Совета Республики № 353 от 31 декабря 1921 года Борис Капустин посмертно вторично был награждён орденом Красного Знамени РСФСР.